# 張頴康
張頴康（1981年12月26日—），香港男演員及主持，現為無綫電視經理人合約藝員。

## 簡歷
張頴康從小在九龍彩雲邨居住和長大，4歲時因父母離異且選擇跟隨父親，而遭母親離棄和主要交由祖母照顧；父親則在他10歲時另娶內地太太，故此兩父子分隔兩地，關係日漸疏遠，即使加入娛樂圈後仍堅持使用真名，希望憑此尋回其生母。他早年畢業於保良局陳南昌夫人小學上午校（1994年第16屆小六）和孔聖堂中學（1999年第36屆中五；2001年中七，在校時已認識藝人陳國峰），就讀中二時便開始習武，學習大聖劈掛。因為他認為中國功夫比新派搏擊更實用，且能強身健體和領悟人生哲理。
張頴康自小性格好動，所以參與了不同類型的運動項目，例如初中時會打籃球和代表學校參加學界賽事，亦曾於校內四百米短跑田徑賽事中獲得冠軍。此外，他還學習踢足球、打觔斗、游水，以及曾接受武術動作、翻騰、舞蹈、中國武術、兵器等訓練。他就讀中六期間因教小朋友跳彈床而獲劉德華公司同事發掘和引薦見面，協助他完成《東亞銀行信用卡 × 劉德華夏日Fiesta演唱會2001》中跳彈床的環節，後更獲羅致為旗下藝人，被傳媒封為「劉德華契仔」。2006年，他經其推薦下加入無綫電視，所飾演的角色都是跑龍套、閒角的角色。
直至2012年，張頴康於該台劇集《回到三國》裡飾演四肢發達，頭腦簡單的「范根」才受到觀眾注目。2013年，他又憑《師父·明白了》中飾演冷酷殺手「江太平」一角，獲得大眾關注。其後在《舌劍上的公堂》及《貓屎媽媽》也有相當重的戲份。2014年，他改簽無綫電視經理人合約，同年於電視劇《愛我請留言》內飾演「何志安」，跟梁嘉琪所飾演的宋柳娟合演情侶，二人演繹自然均得到不少觀眾讚賞。
2016年，張頴康在劇集《一屋老友記》中飾演「寶愉（三寶、Anthony）」一角，表現再次受到觀眾注目。同年11月，他在《TVB 馬來西亞星光薈萃頒獎典禮2016》首次奪得「最喜愛 TVB 飛躍進步男藝員」獎，並透露「自己曾在2010年因需成家立室而一度轉行做來往中港的文員，惟車禍使其回想十年來連配角都未演過，覺得不甘心，遂決意重返無綫電視。」此角色還讓他首度獲提名《萬千星輝頒獎典禮2016》「最佳男配角」和奪得「飛躍進步男藝員」獎。
2019年，張頴康於時裝懸疑劇《十二傳說》中首次擔任第二位男主角；同年，他憑時裝劇《解決師》飾演「文浩全（Man Sir）」一角，於《萬千星輝頒獎典禮2019》首次獲提名「最佳男主角」。2020年，他在時裝劇《法證先鋒IV》飾演大反派「Michael Ma」一角，演出受到觀眾注目，並憑此劇在《萬千星輝頒獎典禮2020》再度獲提名「最佳男配角」。2021年，他在時裝警匪劇《逆天奇案》飾演「魏子樂（Marco）」一角，在劇中與劉佩玥合演的反派夫婦受到網民注目，並憑此劇入圍《萬千星輝頒獎典禮2021》「最佳男配角」最後五強。他近年亦為無綫電視監製劉家豪及陳耀全常用演員。

## 家庭生活
2012年11月8日，張頴康與拍拖4年的麥雅緻於伯大尼教堂舉行婚禮，二人獲公認為圈中模範夫婦。2014年5月22日，他透過微博宣佈與其妻誕下一長女，取名「張雅喬」，乳名則為「小豆」，至2017年10月17日再添一次子，取名「張迅橋」，乳名則為「小花生」；現時一家定居大埔。2021年5月21日，張頴康透過社交網站 Instagram 宣佈太太第三度懷孕，並於同年09月24日誕下幼子，小蛋黃（Maka）。

## 演出作品

### 電視劇（無綫電視）
| 首播   | 劇名               | 角色                   |
| 2007年 | 舞動全城           | 鋒                     |
| 2007年 | 鐵嘴銀牙           | 鐵拐李                 |
| 2007年 | 兩妻時代           | 男徵婚者               |
| 2007年 | 爸爸閉翳           | 記 者                  |
| 2008年 | 同事三分親         | Tommy 羽毛球比賽對手   |
| 2008年 | 同事三分親         | 阿 茱                  |
| 2008年 | 金石良緣           | Tiger                  |
| 2008年 | 古靈精探           | 餐廳收銀員             |
| 2008年 | 畢打自己人         | 祥 仔                  |
| 2008年 | 與敵同行           | 職 員                  |
| 2008年 | 與敵同行           | CID                    |
| 2008年 | 法證先鋒II         | 吳啟波                 |
| 2008年 | Click入黃金屋      | 男督察                 |
| 2008年 | 溏心風暴之家好月圓 | 記 者                  |
| 2009年 | 有營煮婦           | 新聞播報導員           |
| 2009年 | 老婆大人II         | 畢義財手下             |
| 2009年 | 宮心計             | 包公公                 |
| 2009年 | 學警狙擊           | Ben                    |
| 2009年 | 桌球天王           | 靳修文（太子文）       |
| 2009年 | 幕後大老爺         | 衙 差                  |
| 2009年 | 老友狗狗           | 釗 哥                  |
| 2009年 | 王老虎搶親         | 劉 森                  |
| 2009年 | 巴不得爸爸...      | 警員                   |
| 2010年 | 搜下留情           | 超市涼茶顧客           |
| 2010年 | 談情說案           | 江耀宗（Johnny）       |
| 2010年 | 情越雙白線         | Ben                    |
| 2010年 | 公主嫁到           | 泰德亮（五駙馬）       |
| 2010年 | 讀心神探           | 副經理                 |
| 2010年 | 刑警               | 軒朋友                 |
| 2010年 | 囧探查過界         | 趙應達                 |
| 2010年 | 誘情轉駁           | 大頭仔                 |
| 2011年 | 隔離七日情         | 郭志偉                 |
| 2011年 | 你們我們他們       | 春                     |
| 2011年 | 魚躍在花見         | 主 持                  |
| 2011年 | Only You 只有您    | Joe                    |
| 2011年 | 洪武三十二         | 朱 楩（岷王）          |
| 2011年 | 點解阿Sir係阿Sir   | 何日昇（阿Dee）        |
| 2011年 | 法證先鋒III        | 張詠糠                 |
| 2011年 | 誰家灶頭無煙火     | 記 者                  |
| 2012年 | 天與地             | Andy                   |
| 2012年 | 4 In Love          | 源                     |
| 2012年 | 愛·回家            | 關 炳                  |
| 2012年 | 護花危情           | 王之堂（爆呔）         |
| 2012年 | 回到三國           | 范 根                  |
| 2012年 | 巴不得媽媽...      | Professor King         |
| 2012年 | 法網狙擊           | 屈炳源                 |
| 2013年 | 初五啟市錄         | 杜 虎                  |
| 2013年 | 女警愛作戰         | 蔣永安                 |
| 2013年 | 仁心解碼II         | 盧 波                  |
| 2013年 | 神探高倫布         | 王督察（王仔）         |
| 2013年 | 師父·明白了        | 江太平                 |
| 2013年 | 舌劍上的公堂       | 樊 庚                  |
| 2013年 | 貓屎媽媽           | 范 發                  |
| 2014年 | 愛我請留言         | 何志安（Roger）        |
| 2014年 | 寒山潛龍           | 元顏                   |
| 2015年 | 天眼               | 范 飛（Fate）          |
| 2015年 | 潮拜武當           | 羅亦軒                 |
| 2015年 | 陪著你走           | 杜正恆                 |
| 2015年 | 東坡家事           | 趙 頊（宋神宗）        |
| 2016年 | 末代御醫           | 愛新覺羅·載灃          |
| 2016年 | 一屋老友記         | 寶 愉（三寶、Anthony） |
| 2016年 | 城寨英雄           | 陳傑崙（甲辰）         |
| 2017年 | 與諜同謀           | 凌 晉                  |
| 2017年 | 燦爛的外母         | 竇 彰                  |
| 2017年 | 溏心風暴3          | 程至美                 |
| 2018年 | 天命               | 愛新覺羅·永璘          |
| 2019年 | 十二傳說           | 易銘賢（易Sir）        |
| 2019年 | 包青天再起風雲     | 趙 禎（宋仁宗）        |
| 2019年 | 解決師             | 文浩全（Man Sir）      |
| 2020年 | 法證先鋒IV         | Michael Ma             |
| 2021年 | 逆天奇案           | 魏子樂（Marco）        |
| 2021年 | 寶寶大過天         | 關志淙                 |
| 2021年 | 換命真相           | 袁佑勳（Nicholas）     |
| 2021年 | 十月初五的月光     | 山度士                 |
| 2022年 | 痞子殿下           | 范壯龍（大契）         |
| 2023年 | 法言人             | 馬瑋雄（大雄）         |
| 2023年 | 新聞女王           | 蘇國威                 |
| 2023年 | 妳不是她           | 駱偉滔（Louis）        |
| 2024年 | 逆天奇案2          | 魏子樂（Marco）        |
| 2024年 | 反黑英雄           | 蘇國威（威哥）         |
| 2024年 | 黑色月光           | 卓世祺                 |

### 電視劇（其他）
| 首播   | 劇名              | 角色           | 備註                                                                     |
| 2002年 | 齊天大聖孫悟空    | 黑無常         |                                                                          |
| 2003年 | 執法群英          | 康 仔          | 單元：《敵對邊緣》、 《旱天雷》                                          |
| 2003年 | 新丁實務科        | （示例）       |                                                                          |
| 2004年 | 女生宿舍@探偵學院 | 阿 Q           | 網劇                                                                     |
| 2005年 | 醫學神探          | Bobby          | 單元：《百年瘟疫》                                                       |
| 2006年 | 少年不識愁滋味    | 阿 葉          | 單元：《周公解夢》（页面存档备份，存于）                                 |
| 2006年 | 禁毒檔案          | 細 傑          | 單元：《但願人長久》 第四十三屆芝加哥國際傳播影視展優異獎                |
| 2007年 | 性本善            | Danny          | 單元：《猜.情.尋》 第四十四屆芝加哥國際傳播影視展優異獎 紐約電視節優異獎 |
| 2009年 | 現代結婚進行曲    |                | 單元：《露滴牡丹開》（页面存档备份，存于）                               |
| 2023年 | 廉政狙擊          | 洛志華（壯年） |                                                                          |

### 綜藝節目（無綫電視）
| 首播   | 節目名                           | 備註                |
| 2005年 | 繼續無敵獎門人                   | 第36集嘉賓          |
| 2014年 | 今日VIP                          | 2月7日、9月18日嘉賓 |
| 2016年 | 萬里尋爸                         | 第四輯 第3集嘉賓    |
| 2016年 | 跳躍飛騰TVB邁向50周年            | 演出嘉賓            |
| 2016年 | TVB 馬來西亞星光薈萃頒獎典禮2016 | 列席者、得獎者      |
| 2016年 | 2017 TVB節目巡禮星光晚宴         | 嘉賓                |
| 2016年 | 萬千星輝頒獎典禮2016             | 列席者              |
| 2016年 | 都市閒情                         | 12月28日嘉賓        |
| 2017年 | 今日VIP                          | 1月9日嘉賓          |
| 2017年 | 慈善星輝仁濟夜                   | 演出嘉賓            |
| 2017年 | 1+1的幸福                        | 第1集嘉賓           |
| 2017年 | 群星拱照big big channel          | 嘉賓                |
| 2017年 | Ben Sir睇樓團                    | 第2集嘉賓           |
| 2017年 | 都市閒情                         | 10月5日嘉賓         |
| 2017年 | TVB金禧晚宴暨2018節目巡禮        | 嘉賓                |
| 2018年 | 人生有幾多個福祿壽               | 嘉賓                |
| 2018年 | big big channel大公司周年慶      | 嘉賓                |
| 2018年 | 美女廚房                         | 第17集嘉賓          |
| 2019年 | 十二傳說大謎蹤                   | 固定演出            |
| 2019年 | 今日VIP                          | 8月12日嘉賓         |
| 2019年 | 娛樂大家                         | 第2輯 第5集嘉賓     |
| 2019年 | Do姐有問題                       | 第三輯 第15集嘉賓   |
| 2019年 | 流行經典50年                     | 第14集嘉賓          |
| 2021年 | Think Big天地                    | 第278集嘉賓         |
| 2021年 | 解構心機女                       | 第13集嘉賓          |
| 2021年 | 大整蠱                           | 演出第9集           |
| 2021年 | 好聲好戲                         | 演出第17集          |

### 主持節目（無綫電視）
| 首播   | 節目名         | 備註                                                       |
| 2016年 | 一屋老友去旅行 | 與歐陽震華、滕麗名、羅蘭、劉江、呂慧儀、張彥博及盧宛茵合作 |
| 2017年 | 請勿關燈       | 不適用                                                     |
| 2019年 | 如果這樣生活   | 與朱千雪、李佳芯、洪永城、余德丞、黎諾懿及袁文傑合作       |

### 電影
| 首播   | 電影名         | 角色                       | 備註 |
| 2003年 | 老鼠愛上貓     | 張 龍                      |      |
| 2003年 | 給他們一個機會 | 阿 正                      |      |
| 2003年 | 咒樂園         | 家 豪                      |      |
| 2003年 | 無間道II       | 林國平（大B）（青年）      |      |
| 2004年 | 活著有明天     | 德 仔                      |      |
| 2005年 | 追蹤眼前人     | Anson                      |      |
| 2005年 | 得閒飲茶       | 日本演歌歌手（陳偉文幻想） |      |
| 2006年 | 師奶唔易做     | Ken                        |      |
| 2006年 | 太陽雨         | 阿 康                      |      |
| 2007年 | 兄弟           | 警 員                      |      |
| 2007年 | 性工作者十日談 | Eric（Jane ／ Nana男朋友） |      |
| 2007年 | 降頭           | 傑 仔（警察）              |      |
| 2008年 | 圍城           | 朱 軒                      |      |
| 2009年 | 三條窄路       |                            |      |
| 2011年 | 我愛HK開心萬歲 | 街 坊（現代）              |      |
| 2017年 | 拆彈專家       | 洪繼標                     | 聲演 |
| 2023年 | 爆裂点         | 韓凯                       |      |

### 音樂錄像
| 年份    | 歌名       | 歌手   | 備註  |
| 2004年  | 按摩女郎   | 劉德華 | TVB版 |
| 2006年  | 自由像你   | 胡琳   | TVB版 |
| 2007 年 | 撒嬌       | 江若琳 | Tvb版 |
| 2008年  | 我不是偉人 | 陳小春 | TVB版 |
| 2008年  | 分手要狠   | 吳雨霏 | TVB版 |
| 2008年  | 陰天假期   | 衛蘭   | TVB版 |
| 2017年  | BB         | 蔚雨芯 |       |

### 電台節目
- 2003年：新城娛樂台「新香蕉俱樂部」（逢星期日00:00 - 02:00） - 主持

### 廣告
| 年份   | 產品                                           | 備註                                                  |
| 2001年 | 天馬摩托車（中國）                             |                                                       |
| 2001年 | 東亞銀行信用卡 × 劉德華夏日Fiesta演唱會2001    |                                                       |
| 2001年 | Baleno「I.P. Zone」服裝系列                    | 硬照                                                  |
| 2002年 | Canon 數碼相機                                 |                                                       |
| 2004年 | Green Box 綠蘋果正能量少年團                   |                                                       |
| 2005年 | 可口可樂                                       | 韓國燒烤、日本菜                                      |
| 2011年 | 康業信貸快遞「靈活樓按貸輕鬆」                 | 飾演的士司機 - 榮少                                   |
| 2014年 | 職業安全健康局「透視職安健」                   | 預防下肢勞損篇、工作壓力篇、 操作尾板篇、安全工作台篇 |
| 2014年 | 雪印「星級新手爸媽張頴康、麥雅緻」             |                                                       |
| 2017年 | 新航假期「《一屋》三寶教您用盡「獅城全景通」」 |                                                       |
| 2017年 | 美亞置業集團                                   |                                                       |
| 2017年 | 力達藥業「Papa Jelly」                         |                                                       |
| 2023年 | 華人藥業 - 樂道 Chinesepharm                   | WholeLove Omega3-6-7-9                                |
| 2023年 | 博視康黃斑維生素                               |                                                       |

### 其他
| 年份   | 活動名                                      |
| 2001年 | 東亞銀行信用卡 × 劉德華夏日Fiesta演唱會2001 |
| 2002年 | Japan@Cool Expo 2002 - Fashion Show         |
| 2002年 | 天地與你共渡美麗的一天（劉德華生日會）      |

## 音樂作品

### 歌曲及派台成績
| 派台歌曲上榜最高位置 | 派台歌曲上榜最高位置 | 派台歌曲上榜最高位置 | 派台歌曲上榜最高位置 | 派台歌曲上榜最高位置 | 派台歌曲上榜最高位置 | 派台歌曲上榜最高位置 |
| -------------------- | -------------------- | -------------------- | -------------------- | -------------------- | -------------------- | -------------------- |
| 唱片                 | 歌曲                 | 903                  | RTHK                 | 997                  | TVB                  | 備註                 |
| 2005年               |                      |                      |                      |                      |                      |                      |
|                      | 我很好               | 16                   | -                    | -                    | -                    |                      |
|                      | 過山車               | -                    | -                    | -                    | -                    |                      |

| 各台冠軍歌總數 | 各台冠軍歌總數 | 各台冠軍歌總數 | 各台冠軍歌總數 | 各台冠軍歌總數    |
| -------------- | -------------- | -------------- | -------------- | ----------------- |
| 903            | RTHK           | 997            | TVB            | 備註              |
| 0              | 0              | 0              | 0              | 四台冠軍歌總數：0 |

- （*）表示歌曲仍在該榜上

## 曾獲獎項與提名
| 年份   | 獎項                                                                         | 結果     |
| 2003年 | PM 夏日新進健康男演員獎                                                      | 獲獎     |
| 2015年 | TVB 馬來西亞星光薈萃頒獎典禮2015「最喜愛 TVB 飛躍進步男藝員」                | 提名     |
| 2016年 | TVB 馬來西亞星光薈萃頒獎典禮2016「最喜愛 TVB 飛躍進步男藝員」                | 獲獎     |
| 2016年 | 萬千星輝頒獎典禮2016「最佳男配角」                                           | 提名     |
| 2016年 | 萬千星輝頒獎典禮2016「飛躍進步男藝員」                                       | 獲獎     |
| 2017年 | 星和無綫電視大獎2017「我最愛 TVB 男配角」                                    | 提名     |
| 2017年 | TVB 馬來西亞星光薈萃頒獎典禮2017「最喜愛 TVB 電視角色」                      | 提名     |
| 2017年 | 萬千星輝頒獎典禮2017「最受歡迎電視男角色」                                   | 提名     |
| 2018年 | 萬千星輝頒獎典禮2018「最佳男配角」                                           | 提名     |
| 2019年 | 萬千星輝頒獎典禮2019「最佳男主角」                                           | 提名     |
| 2019年 | 萬千星輝頒獎典禮2019「最受歡迎電視男角色」                                   | 提名     |
| 2020年 | 萬千星輝頒獎典禮2020「最佳男配角」                                           | 提名     |
| 2021年 | 萬千星輝頒獎典禮2021「最佳男配角」                                           | 最後五強 |
| 2021年 | 萬千星輝頒獎典禮2021「最受歡迎電視男角色」                                   | 提名     |
| 2021年 | 萬千星輝頒獎典禮2021「最受歡迎電視搭檔」（與劉佩玥）                         | 提名     |
| 2021年 | 觀眾在民間電視大獎2021「民選最佳男配角」                                     | 提名     |
| 2022年 | 萬千星輝頒獎典禮2022「最佳男配角」                                           | 最後五強 |
| 2022年 | 萬千星輝頒獎典禮2022「最受歡迎電視男角色」                                   | 提名     |
| 2022年 | 萬千星輝頒獎典禮2022「最受歡迎電視搭檔」（與周嘉洛、陳瀅、JW王灝兒、朱敏瀚） | 獲獎     |
| 2023年 | 萬千星輝頒獎典禮2023「最佳男配角」                                           | 最後十強 |

## 外部連結
- 張頴康的新浪微博
- 張穎康與麥雅緻的Facebook專頁 （页面存档备份，存于）
- 張頴康的Facebook專頁
- 張頴康的Instagram帳戶
- 張頴康在香港影庫上的簡介
- 張頴康論壇